# Embajada de España en Mozambique
La Embajada de España en Mozambique es la máxima representación legal del Reino de España en la República de Mozambique. También está acreditada en el Reino de Suazilandia o Esuatini (1979).

## Embajador
El cargo esta pendiente de nombramiento tras el cese de la última embajadora.

## Misión diplomática
La embajada española en Mozambique se creó en 1977 con carácter residente en Maputo España, además, tiene dos consulados honorarios en las ciudades de Beira y Pemba.

## Historia
Las relaciones entre ambos países se produjeron en 1977, dos años después de la independencia del país africano de Portugal.

## Demarcación
Actualmente la demarcación de Mozambique incluye:
- Reino de Suazilandia: las relaciones diplomáticas entre ambos países son escasas y desde el principio han pasado a través de la Embajada española en Mozambique.

Anteriormente también estuvo incluido:
- Reino de Lesoto: las Relaciones España-Lesoto entre ambos países se establecieron en 1976 aunque el primer embajador no residente en Lesoto fue nombrado en 1982, dependiente de la Embajada española en Mozambique. En 1995 Lesoto fue incluido en la demarcación de la Embajada de España en Sudáfrica.